# Чурагул Минлибаев
Чурагул Минлибаев — один из предводителей башкирского восстания 1755—1756 годов. Мулла.

## Биография
Чурагул Минлибаев происходил из башкир села Тюндюк Гайнинская волости Осинской даруги (ныне Бардымский район Пермского края).
Мулла Чурагул Минлибаев написал письмо с поддержкой планов ахуна Батырши. Узнав что летом 1755 года вспыхнуло восстание в Бурзянской волости, гайнинские башкиры вновь обратились к Батырше с предложением начать борьбу. Чтобы ознакомиться с положением дел в Гайнинской волости, ахун отправил туда своих шакирдов. Воспользовавшись прибытием последних, Чурагул Минлибаев сформировал отряд повстанцев из гайнинских башкир сёл Тюндюк, Барда, Ашап, Сараши, Султанай, Аклуши и других. В то же время подняли восстание башкиры села Кызылярово (Краснояр) Акбаш Андрюшев и Мустай Теребердин.
27 августа 1755 года Чурагул Минлибаев со своим отрядом прибыл в село Кызылярово. Собрав все силы повстанцы планировали направиться к Батырше в село Карыш Сибирской даруги. Но после перехода Туктамыша Ижбулатова на сторону правительства движение на Осинской дороге было разобщено, а идеолог восстания Батырша не решился на открытое восстание, что в конечном счете привело к срыву начавшегося движения башкир Осинской и Сибирской дорог.
Позднее Чурагул Минлибаев попадает в плен «верным» царскому правительству мишарским старшинам, которые сдали его властям. Находился в тюрьме города Уфы, где подвергался пыткам. Дальнейшая судьба неизвестна.